# Bitva u Čenkova
Bitva u Čenkova roku 1422 byla menším válečným střetem mezi spojenými oddíly táboritského husitského svazu a husitů z Příbrami pod velením husitského hejtmana Absolona Kovaříka a vojskem vedeným katolickým šlechticem Hanušem z Kolovrat během husitských válek, přesněji v mezidobí vyslání druhé a třetí křížové protihusitské výpravy. Odehrála se 8. září 1422 v údolí řeky Litavky mezi obcemi Hluboš a Čenkov pod vrchem Provazec nedaleko Příbrami ve středních Čechách a skončila porážkou a zahnáním početně silnějšího husitského vojska. Místo bitvy bylo místními obyvateli následně překřtěno na V zabitých.

## Pozadí
Hlavní bojové akce husitských válek roku 1421 se rozběhly především se začátkem druhé křížové výpravy proti husitům. Katolická vojska měla do Čech vpadnout z několika směrů a společně oblehnout a dobýt Prahu. Hlavní síly z Říše, vedené falckrabětem Ludvíkem III. a arcibiskupy z Trevíru a Kolína nad Rýnem, měly do Čech postupovat ze západu od Chebu. Zikmund Lucemburský měl mezitím se svou uherskou armádou zaútočit z východu přes Moravu spolu s oddíly svého zetě rakouského vévody Albrechta Habsburského. Tažení měly podpořit také oddíly míšeňských markrabat, slezských knížat a lužických měst, které dostaly za úkol souběžně s hlavními sbory postoupit do Čech ze severu a ze severovýchodu přes Kladsko. 
Křižácké operace se však po počátečních úspěších zasekly: západní část výpravy se rozpadla po neúspěšném obléhání Žatce začátkem října a slezská vojska zastavila svůj postup. Krále Zikmunda Lucemburského v létě zdržely přípravy sňatku jeho dcery Alžběty s vévodou Albrechtem a obnovený nápor ze strany Turků. Vyrazil teprve počátkem října, kdy v čele své uherské armády a rakouských oddílů zetě Albrechta Habsburského postoupil na Moravu. 18. října se pak v dobytém Brumově dozvěděl o neslavném konci tažení říšských velmožů a o jejich útěku od Žatce. Proti jeho silám, zimujícím u Kutné Hory, zaútočily počátkem roku 1422 oddíly pražského a táborského svazu pod vedením Jana Žižky a obrátily je na útěk, další porážku jim uštědřily u Haber a u Německého Brodu. To donutilo Zikmunda ustoupit na Moravu a opět se na čas válečných akcí vzdát.
Další tíha bojů roku 1422 pak spočívala ve střetech husitů s katolickou šlechtou. Svou silnou základnu měli katolící především v západních a jižních Čechách, kde aktivně působil jeden z nejsilnějších rodů oponujících husitskému hnutí, Rožmberkové, či posléze mocný utrakvistický šlechtic Menhart II. z Hradce. Výrazným husitským centrem se pak stal roku 1420 založený a dobře hájitelný Tábor na řece Lužnici kontrolovaný táboritským svazem. Ten pak mohl působit jako základna pro výpady vojsk do okolí a získávání dalších českých měst na svou stranu. Takovým způsobem podporovali táborité také Příbram, kde proběhl husitský převrat velmi záhy, především díky vlivu kazatele a univerzitního mistra Jana z Příbrami, spolupracovníka mistra Jana Husa. Jan Žižka pak svěřil město pod ochranu rodu Zmrzlíků. V roce 1421 Příbram dvakrát přepadl katolický šlechtic Hanuš z Kolovrat, pán na hradě Krašov a Libštejn. Odvedl odsud zajatce, jezdecké koně, obilí a další zásoby, naopak ve městě nechal posádku, která obyvatele i nadále odírala. Jako vojenská podpora byl příbramským vyslán oddíl vojska Petra Zmrzlíka ze Svojšína mladšího pod velením hejtmana Absolona Kovaříka.

## Bitva
Střetnutí se odehrálo 8. září 1422 v prostoru mezi Hluboší a Čeňkovem, na půli cesty mezi Příbramí a Jinci, v údolí řeky Litavky. Početně slabší oddíl Hanuše z Kolovrat o síle 104 jezdců se zde střetl s 300 pěšáky a 18 jezdci táboritského vojska pod velením Absolona Kovaříka. Husitské vojsko bylo i přes svou početní převahu v bitvě poraženo lépe vyzbrojenou a organizovanou jízdou a stáhlo se zpět do Příbrami. Není jisté, jestli se Petr Zmrzlík bitvy zúčastnil.  
Přesné zprávy o počtech padlých nejsou dochovány, lze však předpokládat, že táboritské vojsko v bitvě utrpělo znatelné ztráty.

## Důsledky

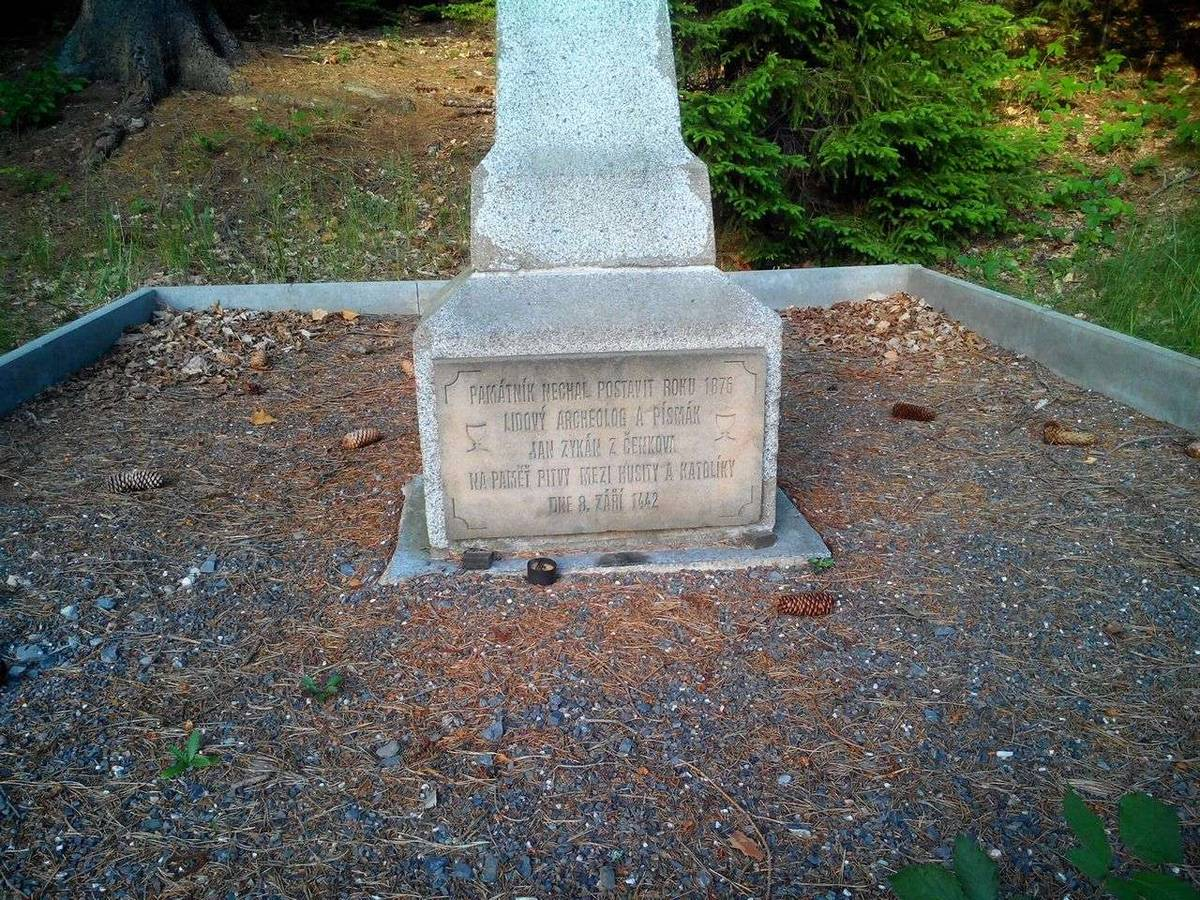
Detail památníku bitvy

V dalších letech boje v jihozápadní části středních Čech pokračovaly. Patrně nedlouho po bitvě proběhl roku 1422 třetí Hynkův nájezd na Příbram, po které museli husité Příbram opustit. Po neúspěšném husitském obléhání dalších Hanušových hradů Točník a Žebrák, přitáhli v květnu 1425 husité s 900 jezdci a 7 000 pěšáky k hradům Krašov a Libštejn a poplenili vsi v okolí. Ve stejném roce byl Hanuš jedním z velitelů vojska, které dobylo husity obsazený hrad Nižbor. Během boje padlo ze 120 obránců asi dvacet mužů a zbytek byl zajat. Roku 1430 oblehli husité znovu Libštejn a bratři z Kolowrat, Bedřich a Hanuš, byli donuceni vyjednávat. S Prokopem Holým uzavřeli Kolowratové smír a přislíbili podporu straně podobojí. Zachránili tak hrad Libštejn, ale dostali se do nepřízně krále Zikmunda, který zrušil všechna předešlá darování. Bratři Hanuš a Bedřich však zástavu bez zaplacení zpět nevydali. Oba bratři se zúčastnili 14. srpna 1431 bitvy u Domažlic, Hanuš jako hejtman husitské jízdy. Zemřel roku 1450.
Lokalitu někdejší bitvy, která byla po střetu pokryta mrtvými těly padlých, začali místní časem nazývat V zabitých.
Na předpokládaném místě bitvy byl roku 1876 z iniciativy místního písmáka a amatérského archeologa Jana Zykána vybudován kamenný památník se symbolem kalicha. Zykán ve své době prováděl na někdejším bojišti archeologickým průzkum a zpřesnil tak jeho lokalizaci. Při přestavbě železářské pece Bílá Huť v 17. století se v našli v zemi rezavé a polámané meče, nože, hroty šípů a podkovy. Další nálezy byly objeveny při přestavbě hráze rybníka a odpadní strouhy.